# الخطوط الجوية البريطانية الرحلة 38
الخطوط الجوية البريطانية رحلة 38 (نداء سبيدبيرد 38) هي رحلة طيران بطائرة بويينغ 777 من مطار العاصمة بكين الدولي إلى مطار لندن هيثرو في 17 يناير 2008 وهبطت الطائرة قبل بلوغها المدرج في مطار هيثرو وأسفر الحادث إلى جرح 47 شخصاً أحدهم جروحه خطيرة كما أدى إلى تحطم الطائرة وخروجها من الخدمة نهائياً فكانت بذلك أول طائرة بوينغ 777 تشطب من الخدمة كما إن هذا الحادث هو الأول للبوينغ 777 . تم شطب الطائرة من أسطول الشركة بسبب الأضرار التي أصيبت بها، وتعتبر أول طائرة من طراز بوينغ 777 يتم شطبها من الخدمة.
في سبتمبر 2008 ظهر بيان لفرع التحقيق في الحوادث الجوية يشير إلى أن أرجح سبب للحادثة هو تجمد في نظام توصيل الوقود. هذا الخلل يمنع وصول الوقود إلى المحركات عند هبوط الطائرة في حال طلب زيادة في الدفع من قبل الطيار.